# Luca Stolz

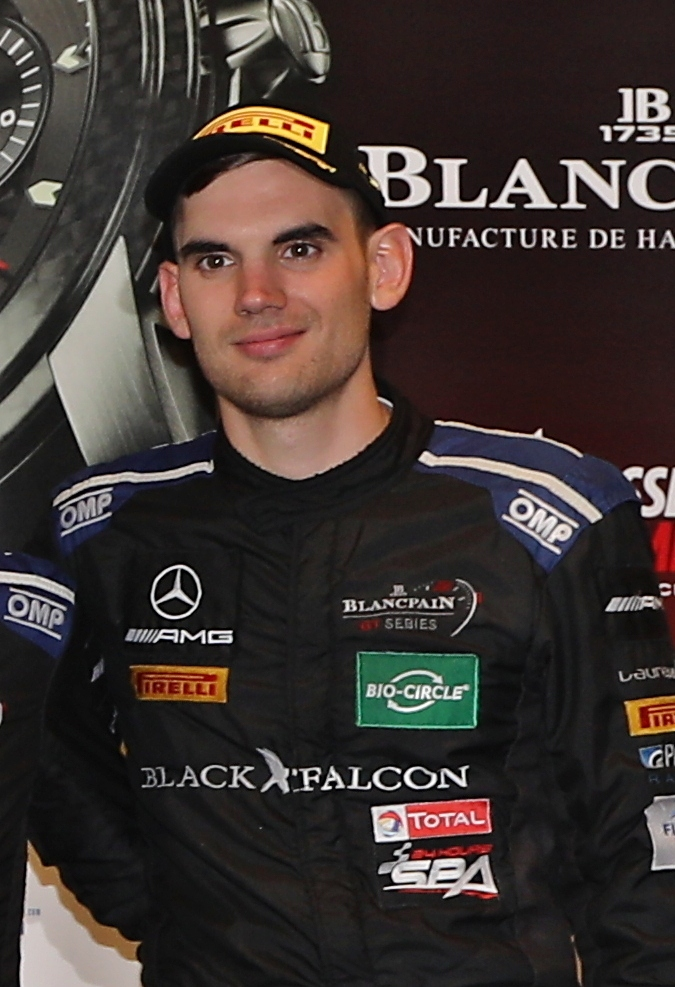
Luca Stolz 2019

Luca Stolz (* 29. Juli 1995 in  Kirchen) ist ein deutscher Automobilrennfahrer.

## Motorsport
Luca Stolz begann 2007 seine Motorsportkarriere für vier Jahre im Kartsport. 2011 wechselte er für zwei Saisons in den Formelsport. 2013 verpflichtete Land Motorsport den damals 17-Jährigen für eine Saison im deutschen Porsche Carrera Cup. Dort war er der bis dato jüngste Fahrer der Serien-Historie und musste seines Alters wegen gar auf den Start auf der Nordschleife verzichten; hier ist ein Mindestalter von 18 Jahren vorgeschrieben. 2014 kam Stolz zum Team HTP Motorsport, wo er neben Lucas Wolf in einem Mercedes-Benz SLS AMG GT3 im ADAC GT Masters sowie der Blancpain Sprint Series antrat. 2015 blieb Stolz bei HTP, jedoch setzte das Team Bentley Continental GT3 ein. Zusammen mit Vincent Abril und Jeroen Bleekemolen wurde Stolz Neunter. Für 2016 wurde Stolz vom Grasser Racing Team für eine weitere Saison im GT Masters verpflichtet.
Seit 2017 tritt Stolz überwiegend mit dem Mercedes-AMG GT3 in verschiedenen GT3-Rennserien wie dem ADAC GT Masters, der GT World Challenge Europe oder dem 24-Stunden-Rennen auf dem Nürburgring an. Dabei ist er oftmals Teamkollege von Maro Engel. Zu seinen größten Erfolgen zählen die Meisterschaft im	Blancpain GT Series Endurance Cup 2018, Platz 3 im ADAC GT Masters 2020 und 2021 sowie zwei dritte Plätze im 24-Stunden-Rennen auf dem Nürburgring 2018 und 2019. 2021 trat er als Gastfahrer auf dem Nürburgring zu zwei Rennen der DTM an. Ab 2022 wurde er Stammfahrer in der DTM.

## Statistik

### Karrierestationen
| - 2007–2010: Kartsport - 2011: ADAC Formel Masters (Platz 12) - 2012: Austria Formel 3 Cup (Platz 7) - 2012: Deutscher Formel-3-Cup (Platz 10) - 2012: ATS Formel 3 Trophy (Platz 5) - 2013: Französische GT-Meisterschaft - 2013: Porsche Carrera Cup Deutschland (Platz 20) - 2014: Blancpain Sprint Series (Platz 20) - 2014: ADAC GT Masters (Platz 24) - 2015: ADAC GT Masters (Platz 9) - 2016: ADAC GT Masters (Platz 21) | - 2016: Blancpain GT Series Sprint Cup (Platz 22) - 2017: ADAC GT Masters (Platz 11) - 2017: Blancpain GT Series Endurance Cup (Platz 16) - 2018: Intercontinental GT Challenge (Platz 13) - 2018: Blancpain GT Series Endurance Cup (Meister) - 2018: 24-Stunden-Rennen auf dem Nürburgring (Platz 3) - 2018: ADAC GT Masters (Platz 15) - 2019: 24-Stunden-Rennen auf dem Nürburgring (Platz 3) - 2019: Blancpain GT Series Endurance Cup (Platz 3) - 2019: Intercontinental GT Challenge (Platz 9) - 2020: GT World Challenge Europe Sprint Cup (Platz 5) | - 2020: GT World Challenge Europe Endurance Cup (Platz 7) - 2020: ADAC GT Masters (Platz 3) - 2021: DTM (Gastfahrer) - 2021: ADAC GT Masters (Platz 3) - 2021: GT World Challenge Europe Sprint Cup (Platz 2) - 2021: GT World Challenge Europe Endurance Cup (Platz 12) - 2022: Intercontinental GT Challenge (Platz 4) - 2022: DTM (Platz 6) - 2022: GT World Challenge Europe Endurance Cup (Platz 5) - 2023: DTM (Platz 6) - 2024: DTM (Platz 9) - 2024: 24-Stunden-Rennen auf dem Nürburgring (Platz 4) - 2025: Intercontinental GT Challenge (Platz 6) - 2025: GT World Challenge Asia - 2025: Intercontinental GT Challenge |

### Le-Mans-Ergebnisse
| Jahr | Team                | Fahrzeug           | Teamkollege   | Teamkollege        | Platzierung | Ausfallgrund |
| ---- | ------------------- | ------------------ | ------------- | ------------------ | ----------- | ------------ |
| 2018 | Keating Motorsports | Ferrari 488 GTE    | Ben Keating   | Jeroen Bleekemolen | Rang 28     |              |
| 2025 | Iron Lynx           | Mercedes-AMG LMGT3 | Brenton Grove | Stephen Grove      | Rang 47     |              |

### Sebring-Ergebnisse
| Jahr | Team                       | Fahrzeug         | Teamkollege        | Teamkollege | Platzierung | Ausfallgrund |
| ---- | -------------------------- | ---------------- | ------------------ | ----------- | ----------- | ------------ |
| 2018 | Riley Motorsports Team AMG | Mercedes-AMG GT3 | Jeroen Bleekemolen | Ben Keating | Rang 19     |              |

### Einzelergebnisse in der FIA-Langstrecken-Weltmeisterschaft
| Saison  | Team                | Rennwagen          | 1   | 2   | 3   | 4   | 5   | 6   | 7   | 8   |
| ------- | ------------------- | ------------------ | --- | --- | --- | --- | --- | --- | --- | --- |
| 2018/19 | Keating Motorsports | Ferrari 488 GTE    | SPA | LEM | SIL | FUJ | SHA | SEB | SPA | LEM |
| 2018/19 | Keating Motorsports | Ferrari 488 GTE    | 28  |     |     |     |     |     |     |     |
| 2025    | Iron Lynx           | Mercedes-AMG LMGT3 | KAT | IMO | SPA | LEM | SAO | AUS | FUJ | BAH |
| 2025    | Iron Lynx           | Mercedes-AMG LMGT3 | 47  |     |     |     |     |     |     |     |